# Souimanga à joues rubis
Chalcoparia singalensis
Genre
Espèce
Statut de conservation UICN

 LC  : Préoccupation mineure
Le Souimanga à joues rubis (Chalcoparia singalensis) est une espèce de passereaux de la famille des Nectariniidae.

## Répartition et sous-espèces
Selon la classification de référence du Congrès ornithologique international (version 14.2, 2024) :
- C. s. assamensis Kloss, 1930 — de l'est de l'Himalaya au Yunnan et le nord de l'Indochine
- C. s. koratensis Kloss, 1918 — centre/est de l'Indochine
- C. s. internota (Deignan, 1955) — du sud de la Birmanie au nord de la péninsule Malaise
- C. s. interposita Robinson & Kloss, 1921 — centre de la péninsule Malaise
- C. s. singalensis (Gmelin, 1789) — sud de la péninsule Malaise
- C. s. sumatrana Kloss, 1921 — Sumatra, îles Lingga et Belitung
- C. s. panopsia Oberholser, 1912 — îles à l'ouest de Sumatra (îles Banyak, Nias et Îles Batu)
- C. s. pallida Chasen, 1935 — îles Natuna
- C. s. borneana Kloss, 1921 — Bornéo
- C. s. bantenensis (Hoogerwerf, 1967) — ouest de Java
- C. s. phoenicotis (Temminck, 1822) — centre/est de Java